# پاسکال براد
پاسکال براد (انگلیسی: Pascal Braud؛ زادهٔ ۲۱ نوامبر ۱۹۶۸) بازیکن فوتبال اهل فرانسه است.
از باشگاه‌هایی که در آن بازی کرده‌است می‌توان به باشگاه فوتبال تروا، باشگاه فوتبال کان، و باشگاه فوتبال دیژون اشاره کرد.